# جون أتا ميلز
جون إيفانز أتا ميلس (بالإنجليزية: John Evans Atta Mills)؛ (21 يوليو 1944 – 24 يوليو 2012) وهو سياسي غاني كان يشغل منصب رئيس جمهورية غانا منذ 7 كانون الثاني من سنة 2009 وحتى وفاته في 24 يوليو 2012. ولد ميلس في 21 تموز - يوليو سنة 1944. شغل ميلس كذلك منصب نائب رئيس غانا ما بين عامي 1997 إلى عام 2001.

## روابط خارجية
- جون أتا ميلز على موقع الموسوعة البريطانية (الإنجليزية)
- جون أتا ميلز على موقع مونزينجر (الألمانية)
- جون أتا ميلز على موقع إن إن دي بي (الإنجليزية)